# Dimitri Vangelis & Wyman
Dimitri Vangelis & Wyman, è un duo di dj e produttori di musica elettronica svedesi, formato da Dimitrios Vardalis e Andreas Christoffer Wiman. Il duo si è formato nel 2010 a Stoccolma, dove attualmente risiedono.

## Carriera

### Classifica Top 100 DJ Mag
Classifica annuale stilata dalla prestigiosa rivista DJ Magazine:
- 2020: #96

## Discografia

### Singoli
- 2011 : Ignited (Nero Recordings)
- 2012 : Roll The Dice (Columbia)
- 2012 : Russia (Columbia)
- 2013 : Pieces Of Light (feat. Jonny Rose) (Columbia)
- 2013 : Silver Sun (feat. Anna Yvette) (Armada, Columbia)
- 2014 : ID2 (Size Records)
- 2014 : Rebel (con AN21) (Size Records)
- 2014 : Payback (con Steve Angello) (Size Records, Columbia)
- 2015 : Survivor (Columbia)
- 2015 : Zonk (Size Records)
- 2015 : Live Love Die (feat. Sirena) (Columbia)
- 2015 : Metamorphic (con Gazlind) (Size Records)
- 2015 : Running (feat. Tom Cane) (Buce Records)
- 2016 : Empire (con Tom Staar) (Buce Records)
- 2016 : Reflection (Buce Records)
- 2016 : Daylight (con Yves V) (Spinnin' Records)
- 2016 : Horns (Buce Records)
- 2016 : Daylight (With You) (con Yves V) (Spinnin' Records)
- 2017 : Grizzly (con Futuristic Polar Bears) (Buce Records)
- 2017 : Legacy (Buce Records)
- 2017 : Shine (Buce Records)
- 2018 : Vamos (con Brian Coss & Abel The Kid) (Buce Records)
- 2018 : Phantom (Buce Records)
- 2018 : Born At Night (Buce Records)
- 2018 : Acid Drop (con Futuristic Polar Bears) (Buce Records)
- 2019 : Pyramids (con Paul Green) (Buce Records)
- 2019 : Penny (Buce Records)
- 2019 : Changes (con Mike Perry & Ten Times feat. The Companions) (Columbia / DF Records)
- 2019 : The King (con Dzeko) (Buce Records / Musical Freedom)
- 2020 : ID8 (con Sem Vox) (Buce Records)
- 2020 : Pacifier (Buce Records)
- 2020 : Coming Home (con Mike Perry) (Buce Records)
- 2020 : Pew Pew (con Teamworx) (Buce Records)

### Remixes
- 2011: Therese - Remedy (Dimitri Vangelis & Wyman Remix) [Pope Records]
- 2011: Audible, Mikael Weermets - Free feat. Max C (Dimitri Vangelis & Wyman Remix) [Kingdom]
- 2011: DJ DLG - Visions Of Love (Dimitri Vangelis & Wyman Mix) [Lazor Music]
- 2011: Lo-Fi-Fnk - Boom (Dimitri Vangelis & Wyman Remix) [Auryn Music]
- 2011: Dinka - Reach For Me feat. Hadley, Danny Inzerillo (Dimitri Vangelis & Wyman Remix) [PinkStar Records]
- 2011: Coldplay - The Scientist (Dimitri Vangelis & Wyman Remix)
- 2012: EDX - 9 to Believe In feat. Cookie (Dimitri Vangelis & Wyman Remix) [Serial Records]
- 2012: EDX - This Is Your Life feat. Nadia Ali (Dimitri Vangelis & Wyman Remix) [Serial 1YRecords]
- 2012: Miike Snow - Bavarian #1 (Dimitri Vangelis and Wyman remix) [Robotberget]
- 2013: Tiësto, Max Vangeli, AN21, Lover Lover - People Of The Night (Dimitri Vangelis & Wyman Remix) [Size Records]
- 2014: Tom Odell - Another Love (Dimitri Vangelis & Wyman Remix)  [Columbia (Sony)]
- 2015: Seinabo Sey - Younger (Dimitri Vangelis & Wyman Remix)
- 2016: Seeb feat. Neev - Breathe (Dimitri Vangelis & Wyman Remix)
- 2017: Jenia X Mr. Styles - Stories (Dimitri Vangelis & Wyman Mix) [Buce Records]